# Coenobiodes
Coenobiodes là một chi bướm đêm thuộc phân họ Olethreutinae trong họ Tortricidae.

## Các loài
- Coenobiodes abietiella (Matsumura, 1931)
- Coenobiodes acceptana Kuznetzov, 1973
- Coenobiodes euryochra (Bradley, 1962)
- Coenobiodes granitalis (Butler, 1881)
- Coenobiodes melanocosma (Turner, 1916)